# Otto Marseus van Schrieck
Otto Marseus van Schrieck (kolem 1613 Nijmegen – 22. června 1678 Amsterdam) byl malíř takzvaného Zlatého věku nizozemského malířství. Známý byl jako malíř lesní flóry a fauny.

## Životopis
Marseus van Schrieck strávil roky 1652–1657 v Římě a ve Florencii u malířů Matthiase Withoose a Willema van Aelsta. V Římě se připojil ke spolku Bentvueghels. Dostal zde přezdívku Snuffelaer. Později pracoval u dvora velkovévody Toskánska. Procestoval Anglii, Francii, poté se usadil v Amsterdamu. Dne 25. dubna 1664 si vzal Margaritu Gyselsovou (dceru rytce Cornelia Gyselse). Arnold Houbraken uvádí ve své biografii Otto, že se v Římě připojil ke spolku Bentvueghels a byl nazýván snuffelaer nebo ferreter, protože v zahradách vždy zkoumal detaily. Houbraken cituje Ottovu ženu, která přežila nejen jej, ale i dva další manžely, a byla ještě naživu, když psal svou knihu; podle ní Marseus van Schrieck choval hady a ještěrky v kůlně v zadní části svého domu a také na pozemku mimo město na místě, které bylo za tímto účelem vyzděné.

## Dílo
Mnohé z jeho obrazů jsou temně barevné studie rostlin, často s ještěrkami v dolní části a hmyzem na listech a větvích. Podle Nizozemského institutu dějin umění byli jeho následovníky Willem van Aelst, Anthonie van Borssom, Elias van den Broeck, J. Falk, Carl Wilhelm de Hamilton, Trajan Hughes, Nicolaes Lachtropius, Jacob Marrel, Abraham Mignon, Rachel Ruysch, Christiaen Striep, Isac Vromans, Matthias Withoos a Pieter Withoos. Pozoruhodným opomenutím v tomto seznamu je dcera a sestra posledních dvou, Alida Withoos, která s ním spolupracovala na vytváření obrazů ze zahrady Vijverhof pro sbírku zahradních alb pro nizozemskou sběratelku umění Agnes Block.

## Galerie

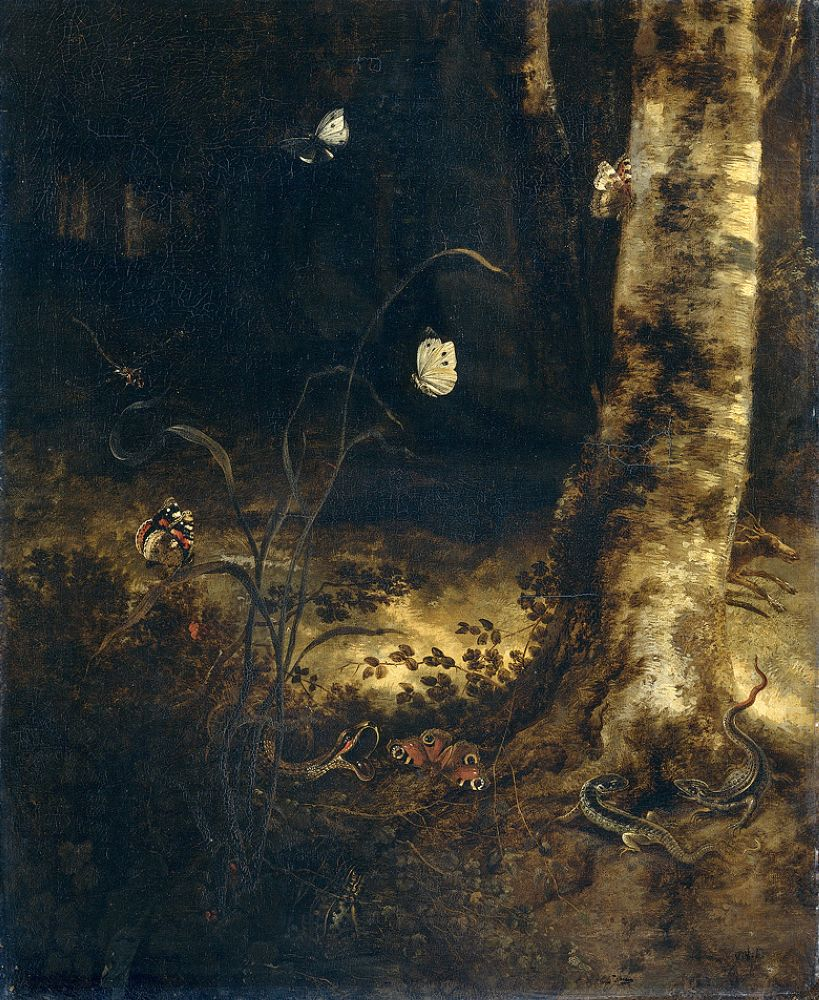
Podrost, 1650–1678 Rijksmuseum
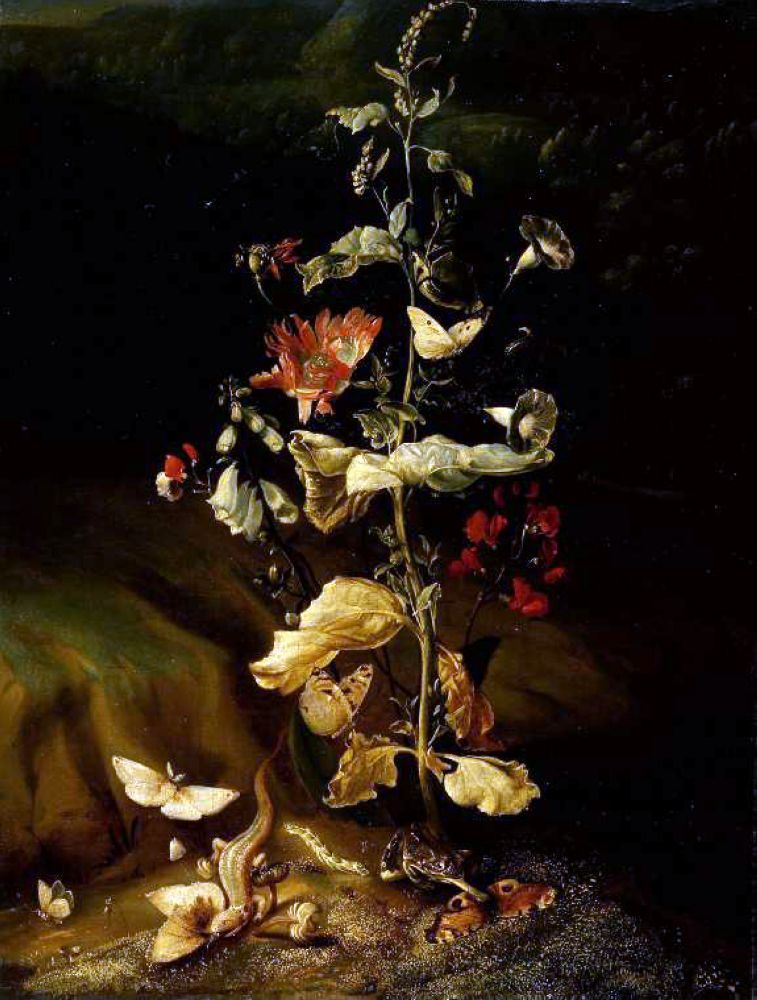
Zátiší s květinami, 1650–1678 Fitzwilliam Museum
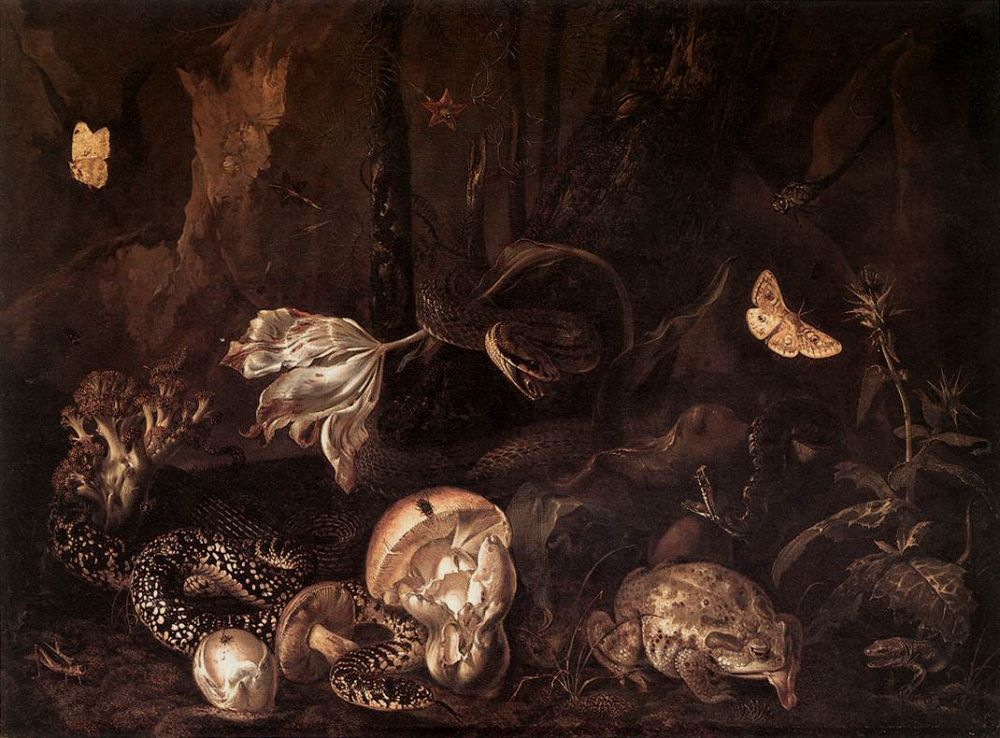
Zátiší s hmyzem, 1662 Herzog Anton Ulrich Museum
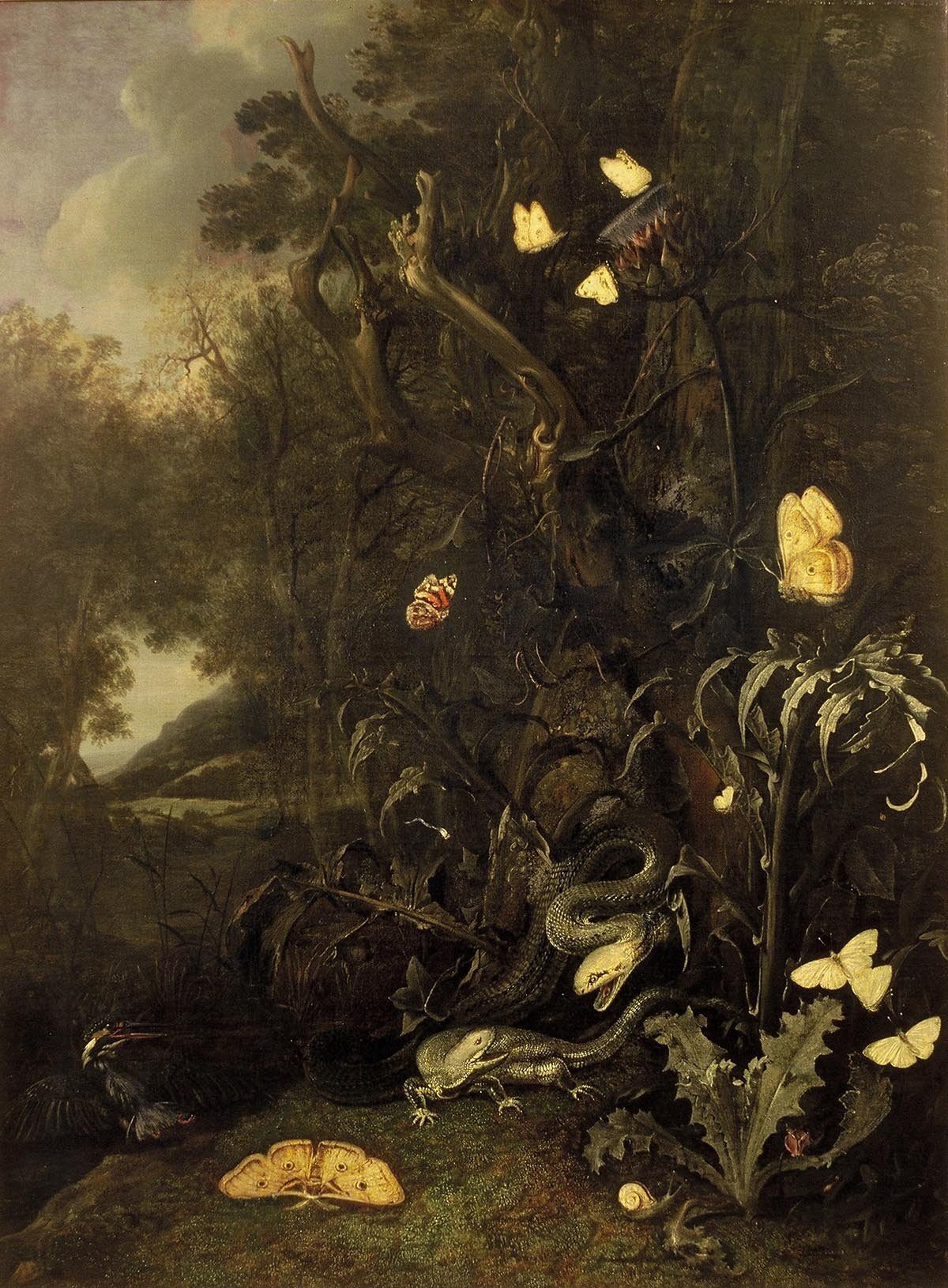
Rostliny a hmyz, 1665 Mauritshuis
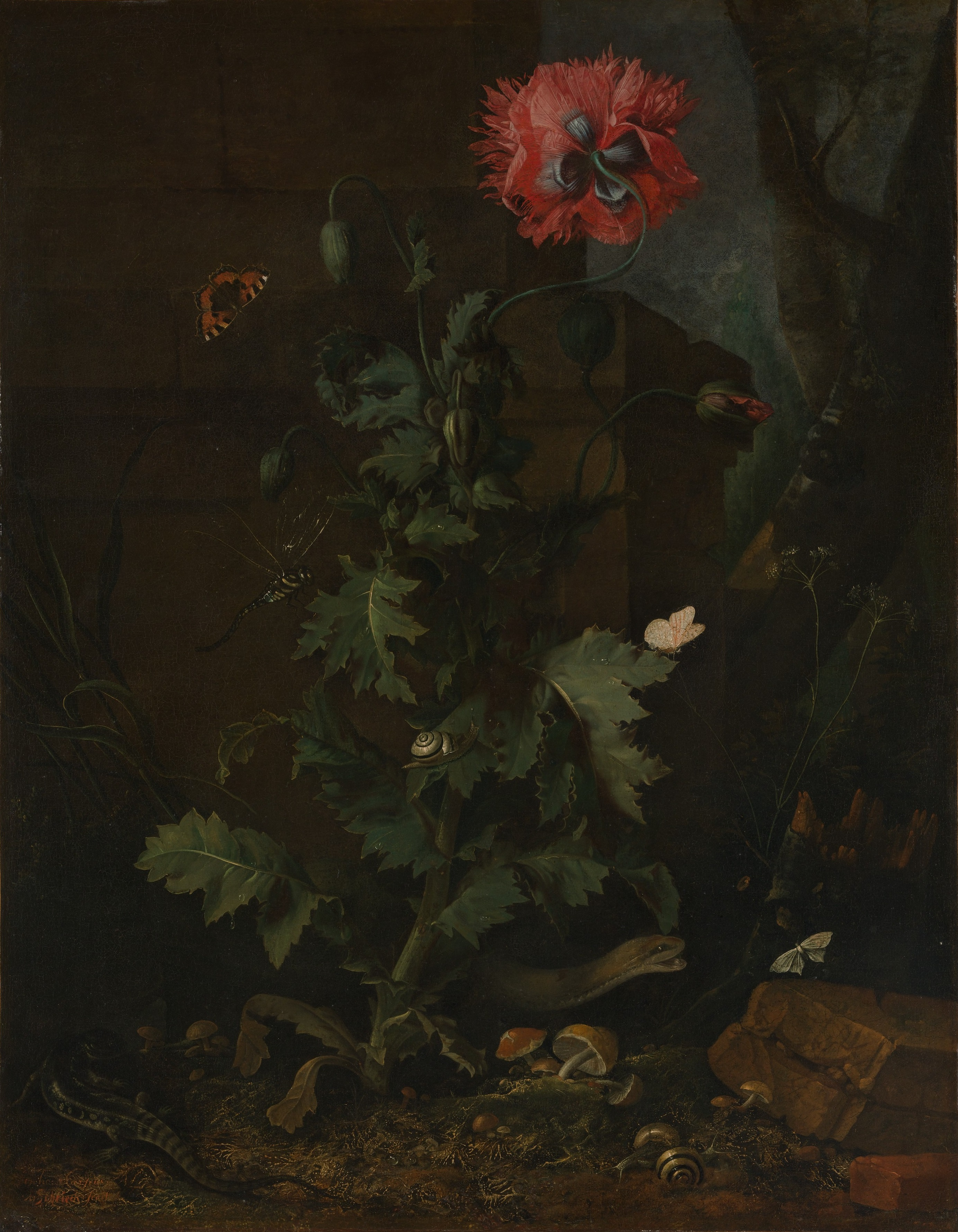
Zátiší s mákem, verze 1670 Metropolitan Museum of Art
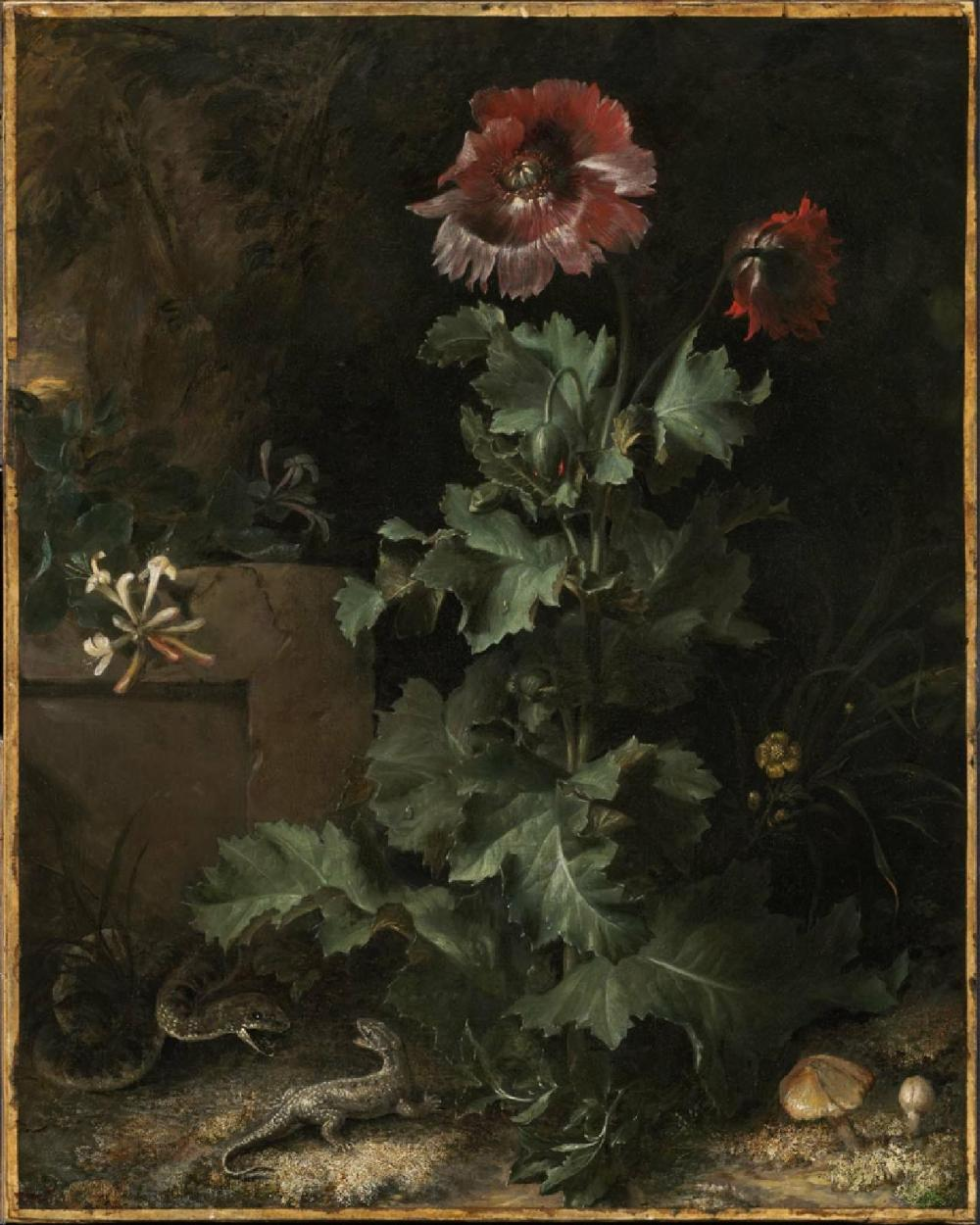
Ještěrka a had, verze 1670 Boston
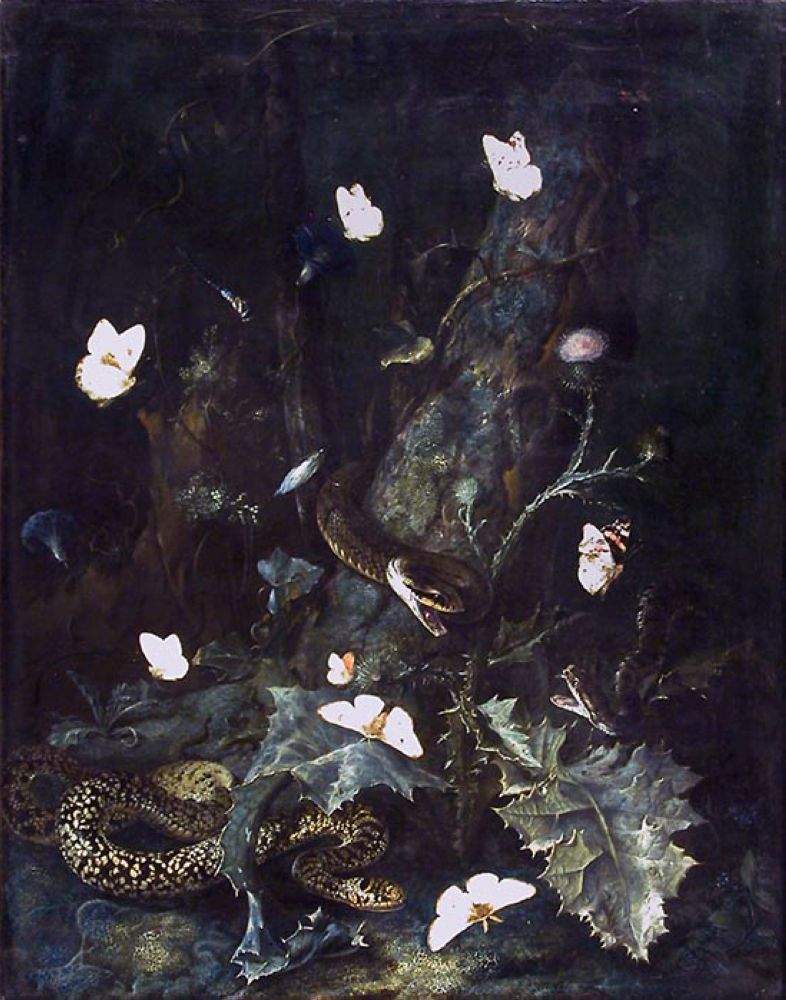
Hadi a motýli, 1670 Musée du Louvre
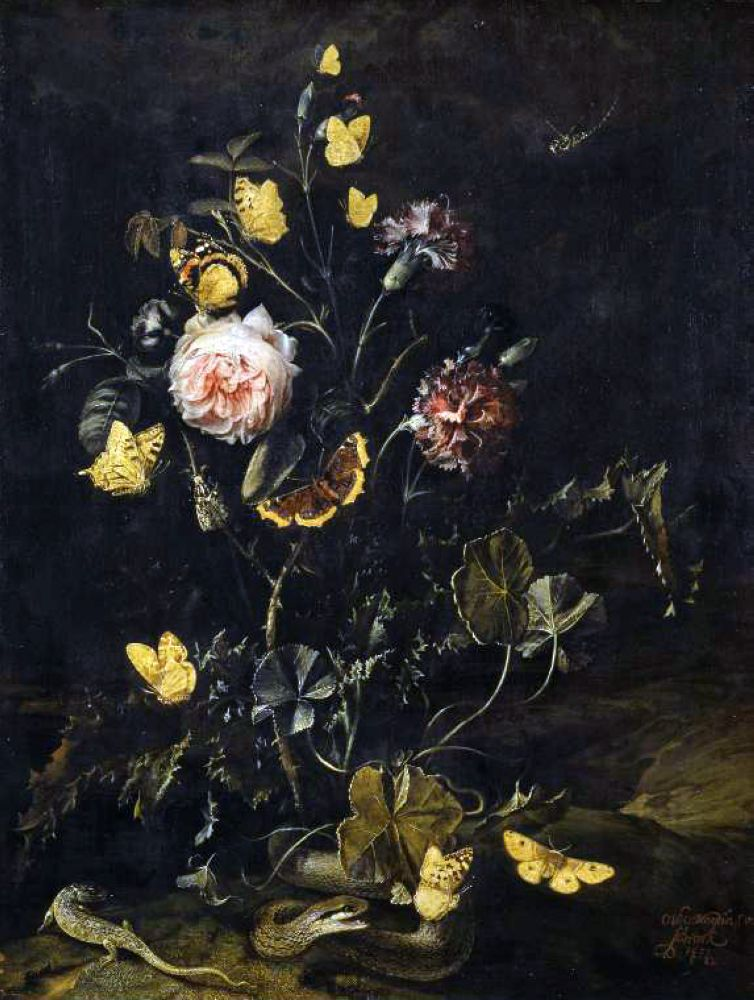
Květiny, hmyz a plazi, 1673 Fitzwilliam Museum